# Gennadi Goesarov
Gennadi Goesarov (Russisch: Геннадий Александрович Гусаров) (Moskou, 11 maart 1937 –  aldaar, 2 juni 2014) was een profvoetballer uit de Sovjet-Unie.

## Biografie
Goesarov begon zijn carrière bij Torpedo Moskou, waarmee hij in 1960 landskampioen werd en de beker mee won. In 1960 en 1961 werd hij ook topschutter van de Sovjetcompetitie. In 1963 trok hij naar Dinamo Moskou waarmee hij datzelfde jaar al de titel won en in 1967 de beker. Van 1969 tot 1971 speelde hij nog voor Dinamo Barnaoel.
Hij speelde ook elf wedstrijden voor het nationale elftal en zat in de selectie voor het WK 1958, waar hij niet speelde. Hij maakte zijn debuut in een vriendschappelijke wedstrijd tegen Argentinië in 1961. Hij ging ook naar het WK 1962 en het EK 1964, waar de Sovjet-Unie tweede werd, maar hij was geen basisspeler.
Na zijn spelerscarrière werd hij trainer van de jeugd van Dinamo Moskou.